# Дієго Кавальєрі
Діє́го Кавальє́рі (порт. Diego Cavalieri; нар. 1 грудня 1982, Сан-Паулу, Бразилія) — бразильський футбольний воротар італійського походження.

## Кар'єра

### Клубна

#### «Палмейрас»
Кавальєрі дебютував в складі «Палмейраса» 24 червня 2002 року в матчі чемпіонату Пауліста (4:0). В чемпіонаті Бразилії Дієго провів 33 гри за цей клуб і пропустив в них 47 голів.

#### «Ліверпуль»
11 липня 2008 року він підписав контракт з «Ліверпулем» терміном на чотири роки. Сума трансферу склала близько трьох мільйонів фунтів стерлінгів. Дієго Кавалєрі став третім бразильцем після Фабіо Ауреліо и Лукаса Лейви в історії «Ліверпуля». Пізніше тим самим літом в складі клубу з'явився ще один його співвітчизник, 18-річний нападник Вітор Флора, який, втім, не зіграв за основну команду мерсисайдців жодного матчу.
23 вересня Кавальєрі дебютував в складі нової команди в матчі проти «Кру Александра». 31 липня було оголошено, що в сезоні 2008/2009 Дієго буде виступати під номером 1, під яким до 2007 року виступав Єжи Дудек.

#### «Чезена»
1 січня 2010 року в якості вільного агента перейшов до «Чезени», підписавши річний контракт. Дебютував за клуб 27 жовтня в матчі Кубку Італії проти «Новари», який закінчився 1:3 на користь суперника. Цей матч став для Дієго першим і єдиним у складі італійської команди.

#### «Флуміненсе»
Чезена вирішила не продовжувати контракт з гравцем, тому в січні 2011 року Кавальєрі повернувся до Бразилії, ставши гравцем «Флуміненсе». Дебютував 22 лютого у матчі Кубка Лібертадорес проти «Архентінос Хуніорс» (2:2).
У Флуміненсе гравець провів сім років, зігравши більше двохсот матчів. В 2018 році клуб вирішив попрощатися з гравцем.

#### «Крістал Пелес»
Дієго отримав пропозицію від «Крістал Пелес», яку охоче прийняв, підписавши короткостроковий контракт до кінця сезону 2 березня 2018 року. Гравець вперше потрапив до заявки вже 5 березня на матч проти «Манчестер Юнайтед» (2:3). Після цього він потрапляв до заявки ще пять разів, проте так і не дебютував за клуб і покинув його вже 1 липня того ж року.

#### «Ботафого»
Півроку Кавальєрі знаходився у статусі вільного агента, допоки не підписав контракт з «Ботафого» у січні 2019 року.

### Міжнародна
За збірну Бразилії дебютував 22 листопада 2012 року у товариському матчі проти збірної Аргентини.
Потрапив до заявки збірної на Кубок Конфедерацій 2013 року у якості третього голкіпера, проте увесь турнір просидів на лавці запасних.
У підсумку за головну команду зіграв ще двічі в товариських матчах проти збірних Чилі та Замбії, востаннє вийшов на поле у складі пентакампеонів 10 жовтня 2013 року.
Після матчу із Замбією до збірної більше не викликався, таким чином так і не дебютувавши за неї в офіційних матчах.

## Досягнення

### Палмейрас
Чемпіон:
- Ліга Пауліста (1): (2003)
- Серія B (Бразилія) (1): (2008)

### Флуміненсе
Чемпіон:
- Чемпіон Бразилії (1): (2012)

### Збірна Бразилії
Володар:
- Кубок конфедерацій: (2013)
- Чемпіонат світу (U-17): (1999)
- Чемпіонат Південної Америки (U-17): 1999
- Суперкласіко де лас Амерікас: 2012